# Tour du Poitou-Charentes 2013
Le Tour du Poitou-Charentes 2013 est la 27e édition de cette course et a lieu du 27 au 30 août 2013. Il est classé 2.1 à l'UCI Europe Tour. Il est remporté par le Français Thomas Voeckler, de l'équipe Europcar. Il devance au classement général l'Espagnol Jesús Herrada (Movistar) et le Russe Mikhail Ignatiev (Katusha). Nacer Bouhanni (JFD.fr), vainqueur de trois des cinq étapes, remporte le classement par points.

## Présentation

### Équipes
Classé en catégorie 2.1 de l'UCI Europe Tour, le Tour du Poitou-Charentes est par conséquent ouvert aux UCI ProTeams dans la limite de 50 % des équipes participantes, aux équipes continentales professionnelles, aux équipes continentales et à des équipes nationales. Dix-neuf équipes participent à cette édition : cinq UCI ProTeams, huit équipes continentales professionnelles et six équipes continentales.
| Nom de l'équipe  | Pays      | Code |
| ---------------- | --------- | ---- |
| AG2R La Mondiale | France    | ALM  |
| FDJ.fr           | France    | FDJ  |
| Katusha          | Russie    | KAT  |
| Movistar         | Espagne   | MOV  |
| Orica-GreenEDGE  | Australie | OGE  |

| Nom de l'équipe         | Pays     | Code |
| ----------------------- | -------- | ---- |
| BigMat-Auber 93         | France   | BIG  |
| Etixx-iHNed             | Tchéquie | ETI  |
| La Pomme Marseille      | France   | LPM  |
| Rabobank Development    | Pays-Bas | RB3  |
| Roubaix Lille Métropole | France   | RLM  |
| Wallonie-Bruxelles      | Belgique | WBC  |

| Nom de l'équipe              | Pays     | Code |
| ---------------------------- | -------- | ---- |
| Androni Giocattoli-Venezuela | Italie   | AND  |
| Bretagne-Séché Environnement | France   | BSE  |
| Cofidis                      | France   | COF  |
| Crelan-Euphony               | Belgique | CRE  |
| Europcar                     | France   | EUC  |
| IAM                          | Suisse   | IAM  |
| Sojasun                      | France   | SOJ  |
| Vini Fantini-Selle Italia    | Italie   | VIN  |

## Étapes
| Étape     | Date    | Villes étapes                   |  | Distance (km) | Vainqueur d’étape | Leader du classement général |
| --------- | ------- | ------------------------------- |  | ------------- | ----------------- | ---------------------------- |
| 1re étape | 27 août | Saint-Maixent-l'École – Saintes |  | 197,9         | Nacer Bouhanni    | Nacer Bouhanni               |
| 2e étape  | 28 août | Saintes – Angoulême             |  | 182           | Nacer Bouhanni    | Nacer Bouhanni               |
| 3e étape  | 29 août | Charroux – Civray               |  | 109,4         | Nacer Bouhanni    | Nacer Bouhanni               |
| 4e étape  | 30 août | Charroux – Civray               |  | 22,8          | Thomas Voeckler   | Thomas Voeckler              |
| 5e étape  | 31 août | Ruelle-sur-Touvre – Poitiers    |  | 193,6         | Jesús Herrada     | Thomas Voeckler              |

### 1reétape
|    | Coureur            | Équipe                  |    | Temps           |
| -- | ------------------ | ----------------------- | -- | --------------- |
| 1  | Nacer Bouhanni     | FDJ.fr                  | en | 4 h 49 min 49 s |
| 2  | Benjamin Giraud    | La Pomme Marseille      | +  | m.t             |
| 3  | Maxime Daniel      | Sojasun                 |    | m.t             |
| 4  | Maxime Vantomme    | Crelan-Euphony          |    | m.t             |
| 5  | Daniel Hoelgaard   | Etixx-iHNed             |    | m.t             |
| 6  | Rudy Barbier       | Roubaix Lille Métropole |    | m.t             |
| 7  | Davide Appollonio  | AG2R La Mondiale        |    | m.t             |
| 8  | Yauheni Hutarovich | AG2R La Mondiale        |    | m.t             |
| 9  | Kévin Réza         | Europcar                |    | m.t             |
| 10 | Olivier Chevalier  | Wallonie-Bruxelles      |    | m.t             |

|    | Coureur            | Équipe                       |    | Temps           |
| -- | ------------------ | ---------------------------- | -- | --------------- |
| 1  | Nacer Bouhanni     | FDJ.fr                       | en | 4 h 49 min 39 s |
| 2  | Sébastien Duret    | Bretagne-Séché Environnement | +  | 1 s             |
| 3  | Benjamin Giraud    | La Pomme Marseille           |    | 4 s             |
| 4  | Dimitri Le Boulch  | BigMat-Auber 93              |    | 4 s             |
| 5  | Maxime Daniel      | Sojasun                      |    | 6 s             |
| 6  | Maxime Vantomme    | Crelan-Euphony               |    | 10 s            |
| 7  | Daniel Hoelgaard   | Etixx-iHNed                  |    | 10 s            |
| 8  | Rudy Barbier       | Roubaix Lille Métropole      |    | 10 s            |
| 9  | Davide Appollonio  | AG2R La Mondiale             |    | 10 s            |
| 10 | Yauheni Hutarovich | AG2R La Mondiale             |    | 10 s            |

### 2eétape
|    | Coureur           | Équipe                       |    | Temps           |
| -- | ----------------- | ---------------------------- | -- | --------------- |
| 1  | Nacer Bouhanni    | FDJ.fr                       | en | 4 h 06 min 54 s |
| 2  | Armindo Fonseca   | Bretagne-Séché Environnement | +  | m.t             |
| 3  | Maxime Vantomme   | Crelan-Euphony               |    | m.t             |
| 4  | Michael Albasini  | Orica-GreenEDGE              |    | m.t             |
| 5  | Oscar Gatto       | Vini Fantini-Selle Italia    |    | m.t             |
| 6  | Jean-Luc Delpech  | Bretagne-Séché Environnement |    | m.t             |
| 7  | Jérémie Galland   | Sojasun                      |    | m.t             |
| 8  | Omar Bertazzo     | Androni Giocattoli-Venezuela |    | m.t             |
| 9  | Francisco Ventoso | Movistar                     |    | m.t             |
| 10 | Davide Appollonio | AG2R La Mondiale             |    | m.t             |

|    | Coureur           | Équipe                       |    | Temps           |
| -- | ----------------- | ---------------------------- | -- | --------------- |
| 1  | Nacer Bouhanni    | FDJ.fr                       | en | 8 h 56 min 23 s |
| 2  | Armindo Fonseca   | Bretagne-Séché Environnement | +  | 14 s            |
| 3  | Maxime Vantomme   | Crelan-Euphony               |    | 16 s            |
| 4  | Thomas Voeckler   | Europcar                     |    | 17 s            |
| 5  | Arnaud Gérard     | Bretagne-Séché Environnement |    | 18 s            |
| 6  | Sébastien Duret   | Bretagne-Séché Environnement |    | 19 s            |
| 7  | Davide Appollonio | AG2R La Mondiale             |    | 20 s            |
| 8  | Omar Bertazzo     | Androni Giocattoli-Venezuela |    | 20 s            |
| 9  | Kévin Réza        | Europcar                     |    | 20 s            |
| 10 | Jérémie Galland   | Sojasun                      |    | 20 s            |

### 3eétape
|    | Coureur           | Équipe                       |    | Temps           |
| -- | ----------------- | ---------------------------- | -- | --------------- |
| 1  | Nacer Bouhanni    | FDJ.fr                       | en | 2 h 33 min 41 s |
| 2  | Matteo Pelucchi   | IAM                          | +  | m.t             |
| 3  | Davide Appollonio | AG2R La Mondiale             |    | m.t             |
| 4  | Kévin Réza        | Europcar                     |    | m.t             |
| 5  | Daniel Hoelgaard  | Etixx-iHNed                  |    | m.t             |
| 6  | Florian Sénéchal  | Etixx-iHNed                  |    | m.t             |
| 7  | Omar Bertazzo     | Androni Giocattoli-Venezuela |    | m.t             |
| 8  | Maxime Vantomme   | Crelan-Euphony               |    | m.t             |
| 9  | Enrique Sanz      | Movistar                     |    | m.t             |
| 10 | Armindo Fonseca   | Bretagne-Séché Environnement |    | m.t             |

|    | Coureur           | Équipe                       |    | Temps            |
| -- | ----------------- | ---------------------------- | -- | ---------------- |
| 1  | Nacer Bouhanni    | FDJ.fr                       | en | 11 h 29 min 58 s |
| 2  | Armindo Fonseca   | Bretagne-Séché Environnement | +  | 20 s             |
| 3  | Maxime Vantomme   | Crelan-Euphony               |    | 22 s             |
| 4  | Thomas Voeckler   | Europcar                     |    | 23 s             |
| 5  | Davide Appollonio | AG2R La Mondiale             |    | 24 s             |
| 6  | Arnaud Gérard     | Bretagne-Séché Environnement |    | 24 s             |
| 7  | Mickaël Delage    | FDJ.fr                       |    | 25 s             |
| 8  | Kévin Réza        | Europcar                     |    | 26 s             |
| 9  | Omar Bertazzo     | Androni Giocattoli-Venezuela |    | 26 s             |
| 10 | Daniel Hoelgaard  | Etixx-iHNed                  |    | 26 s             |

### 4eétape
|    | Coureur           | Équipe                       |    | Temps       |
| -- | ----------------- | ---------------------------- | -- | ----------- |
| 1  | Thomas Voeckler   | Europcar                     | en | 27 min 37 s |
| 2  | Mikhail Ignatiev  | Katusha                      | +  | 23 s        |
| 3  | Gustav Larsson    | IAM                          |    | 26 s        |
| 4  | Eduardo Sepúlveda | Bretagne-Séché Environnement |    | 26 s        |
| 5  | Luke Durbridge    | Orica-GreenEDGE              |    | 29 s        |
| 6  | Jesús Herrada     | Movistar                     |    | 30 s        |
| 7  | Arnaud Gérard     | Bretagne-Séché Environnement |    | 36 s        |
| 8  | Simon Špilak      | Katusha                      |    | 36 s        |
| 9  | Yoann Paillot     | La Pomme Marseille           |    | 43 s        |
| 10 | Ángel Madrazo     | Movistar                     |    | 46 s        |

|    | Coureur           | Équipe                       |    | Temps            |
| -- | ----------------- | ---------------------------- | -- | ---------------- |
| 1  | Thomas Voeckler   | Europcar                     | en | 11 h 57 min 58 s |
| 2  | Mikhail Ignatiev  | Katusha                      | +  | 26 s             |
| 3  | Arnaud Gérard     | Bretagne-Séché Environnement |    | 37 s             |
| 4  | Gustav Larsson    | IAM                          |    | 37 s             |
| 5  | Luke Durbridge    | Orica-GreenEDGE              |    | 40 s             |
| 6  | Simon Špilak      | Katusha                      |    | 47 s             |
| 7  | Maxime Vantomme   | Crelan-Euphony               |    | 50 s             |
| 8  | Yoann Paillot     | La Pomme Marseille           |    | 54 s             |
| 9  | Nacer Bouhanni    | FDJ.fr                       |    | 54 s             |
| 10 | Eduardo Sepúlveda | Bretagne-Séché Environnement |    | 54 s             |

### 5eétape
|    | Coureur             | Équipe                       |    | Temps           |
| -- | ------------------- | ---------------------------- | -- | --------------- |
| 1  | Jesús Herrada       | Movistar                     | en | 4 h 21 min 17 s |
| 2  | Arthur Vichot       | FDJ.fr                       | +  | 0 s             |
| 3  | Eduard Vorganov     | Katusha                      |    | 0 s             |
| 4  | Nacer Bouhanni      | FDJ.fr                       |    | 16 s            |
| 5  | Davide Appollonio   | AG2R La Mondiale             |    | 16 s            |
| 6  | Evaldas Šiškevičius | Sojasun                      |    | 16 s            |
| 7  | Omar Bertazzo       | Androni Giocattoli-Venezuela |    | 16 s            |
| 8  | Mickaël Delage      | FDJ.fr                       |    | 16 s            |
| 9  | Daniele Colli       | Vini Fantini-Selle Italia    |    | 16 s            |
| 10 | Francisco Ventoso   | Movistar                     |    | 16 s            |

|    | Coureur           | Équipe                       |    | Temps            |
| -- | ----------------- | ---------------------------- | -- | ---------------- |
| 1  | Thomas Voeckler   | Europcar                     | en | 16 h 19 min 31 s |
| 2  | Jesús Herrada     | Movistar                     | +  | 23 s             |
| 3  | Mikhail Ignatiev  | Katusha                      |    | 26 s             |
| 4  | Arnaud Gérard     | Bretagne-Séché Environnement |    | 37 s             |
| 5  | Gustav Larsson    | IAM                          |    | 37 s             |
| 6  | Luke Durbridge    | Orica-GreenEDGE              |    | 40 s             |
| 7  | Maxime Vantomme   | Crelan-Euphony               |    | 50 s             |
| 8  | Nacer Bouhanni    | FDJ.fr                       |    | 54 s             |
| 9  | Eduardo Sepúlveda | Bretagne-Séché Environnement |    | 54 s             |
| 10 | Simon Špilak      | Katusha                      |    | 55 s             |

## Classements finals

### Classement général
|    | Cycliste          | Pays | Équipe                       |    | Temps            |
| -- | ----------------- | ---- | ---------------------------- | -- | ---------------- |
| 1  | Thomas Voeckler   |      | Europcar                     | en | 16 h 19 min 31 s |
| 2  | Jesús Herrada     |      | Movistar                     | +  | 23 s             |
| 3  | Mikhail Ignatiev  |      | Katusha                      |    | 26 s             |
| 4  | Arnaud Gérard     |      | Bretagne-Séché Environnement |    | 37 s             |
| 5  | Gustav Larsson    |      | IAM                          |    | 37 s             |
| 6  | Luke Durbridge    |      | Orica-GreenEDGE              |    | 40 s             |
| 7  | Maxime Vantomme   |      | Crelan-Euphony               |    | 50 s             |
| 8  | Nacer Bouhanni    |      | FDJ.fr                       |    | 54 s             |
| 9  | Eduardo Sepúlveda |      | Bretagne-Séché Environnement |    | 54 s             |
| 10 | Simon Špilak      |      | Katusha                      |    | 55 s             |

### Classements annexes

#### Classement par points
|   | Cycliste          | Équipe           | Points |
| - | ----------------- | ---------------- | ------ |
| 1 | Nacer Bouhanni    | FDJ.fr           | 89     |
| 2 | Davide Appollonio | AG2R La Mondiale | 43     |
| 3 | Jesús Herrada     | Movistar         | 42     |

#### Classement du meilleur grimpeur
|   | Cycliste          | Équipe                  | Points |
| - | ----------------- | ----------------------- | ------ |
| 1 | Dimitri Le Boulch | BigMat-Auber 93         | 16     |
| 2 | Julien Duval      | Roubaix Lille Métropole | 10     |
| 3 | Morgan Kneisky    | Roubaix Lille Métropole | 10     |

#### Classement du meilleur jeune
|   | Cycliste       | Équipe          |    | Temps            |
| - | -------------- | --------------- | -- | ---------------- |
| 1 | Jesús Herrada  | Movistar        | en | 16 h 19 min 54 s |
| 2 | Luke Durbridge | Orica-GreenEDGE | +  | 17 s             |
| 3 | Nacer Bouhanni | FDJ.fr          |    | 31 s             |

#### Classement par équipes
|   | Équipe                       | Pays |    | Temps           |
| - | ---------------------------- | ---- | -- | --------------- |
| 1 | Katusha                      |      | en | 49 h 0 min 33 s |
| 2 | Movistar                     |      | +  | 25 s            |
| 3 | Bretagne-Séché Environnement |      |    | 30 s            |

## Évolution des classements
| Étape              | Vainqueur          | Classement général | Classement par points | Classement de la montagne | Classement du meilleur jeune | Classement par équipes |
| ------------------ | ------------------ | ------------------ | --------------------- | ------------------------- | ---------------------------- | ---------------------- |
| 1                  | Nacer Bouhanni     | Nacer Bouhanni     | Nacer Bouhanni        | Dimitri Le Boulch         | Nacer Bouhanni               | AG2R La Mondiale       |
| 2                  | Nacer Bouhanni     | Nacer Bouhanni     | Nacer Bouhanni        | Dimitri Le Boulch         | Nacer Bouhanni               | AG2R La Mondiale       |
| 3                  | Nacer Bouhanni     | Nacer Bouhanni     | Nacer Bouhanni        | Dimitri Le Boulch         | Nacer Bouhanni               | AG2R La Mondiale       |
| 4                  | Thomas Voeckler    | Thomas Voeckler    | Nacer Bouhanni        | Dimitri Le Boulch         | Luke Durbridge               | Katusha                |
| 5                  | Jesús Herrada      | Thomas Voeckler    | Nacer Bouhanni        | Dimitri Le Boulch         | Jesús Herrada                | Katusha                |
| Classements finals | Classements finals | Thomas Voeckler    | Nacer Bouhanni        | Dimitri Le Boulch         | Jesús Herrada                | Katusha                |